# Jesus Christ Superstar (album)
Jesus Christ Superstar è un album in studio di artisti vari, pubblicato il 19 ottobre 1970. L'album contiene una registrazione in studio dell'opera rock Jesus Christ Superstar composta dal compositore britannico Andrew Lloyd Webber su libretto del paroliere britannico Tim Rice.

## Tracce
Testi di Tim Rice, musiche di Andrew Lloyd Webber.
1. Overture – 3:59
2. Heaven on Their Minds – 4:23
3. What's the Buzz / Strange Thing Mystifying – 4:13
4. Everything's Alright – 5:15
5. This Jesus Must Die – 3:36
6. Hosanna – 2:07
7. Simon Zealotes / Poor Jerusalem – 4:49
8. Pilate's Dream – 1:28
9. The Temple – 4:43
10. Everything's Alright (Reprise) – 0:34
11. I Don't Know How to Love Him – 3:36
12. Damned for All Time/Blood Money – 5:11
13. The Last Supper – 7:10
14. Gethsemane (I Only Want to Say) – 5:33
15. The Arrest – 3:24
16. Peter's Denial – 1:27
17. Pilate and Christ – 2:46
18. King Herod's Song – 3:02
19. Judas' Death – 4:17
20. Trial Before Pilate (Including the 39 Lashes) – 5:13
21. Superstar – 4:16
22. The Crucifixion – 4:04
23. John Nineteen Forty-One – 2:10

Durata totale: 87:16